# Агаев, Таир
Таир Агаев (азерб. Tahir Ağayev; дата рождения неизвестна) — советский азербайджанский печатник, лауреат премии Ленинского комсомола (1988).

## Биография
Родился в Азербайджанской ССР.
Трудился печатником Бакинской типографии имени 26 бакинских комиссаров. Достиг высоких показателей производительности труда при выполнении заданий одиннадцатой (1981—1985) и двенадцатой (1986—1990) пятилеток, проявил себя на работе ударником, качественно выполнял поставленные задачи. Агаеву доверялась наиболее важных цветных изданий, в частности — детских книг и учебников, из-под станка Агаева вышли десятки тысяч цветных учебников и учебных пособий.
За достижения в производстве Агаев награжден орденом Трудовой Славы III степени (1983) и премией Ленинского комсомола (1988).